# Opisthotrochopodus marianus
Opisthotrochopodus marianus är en ringmaskart som beskrevs av Pettibone 1989. Opisthotrochopodus marianus ingår i släktet Opisthotrochopodus och familjen Polynoidae. Inga underarter finns listade i Catalogue of Life.